# Pehr Pehrsson i Norrsund
Pehr Pehrsson (i riksdagen kallad Pehrsson i Norrsund), född 19 januari 1832 i Söderby-Karls församling, Stockholms län, död 21 juni 1905 i Väddö församling, Stockholms län, var en svensk hemmansägare och riksdagsman.
Pehr Pehrsson var gift med Brita Karin Andersdotter (1833–1901). Han var riksdagsledamot i andra kammaren för Norra Roslags domsagas valkrets 1882–1896.